# Jacob C. Davis
Jacob Cunningham Davis (* 16. September 1820 bei Staunton, Virginia; † 25. Dezember 1883 in Alexandria, Missouri) war ein US-amerikanischer Politiker. In den Jahren 1856 und 1857 vertrat er den Bundesstaat Illinois im US-Repräsentantenhaus.

## Werdegang
Jacob Davis besuchte die öffentlichen Schulen seiner Heimat und danach das College of William & Mary in Williamsburg. Im Jahr 1838 zog er nach Warsaw in Illinois. Nach einem anschließenden Jurastudium und seiner Zulassung als Rechtsanwalt begann er dort in seinem neuen Beruf zu arbeiten. Im Jahr 1841 wurde er bei der Verwaltung des dortigen Bezirksgerichts angestellt. Er gehörte auch der Miliz von Warsaw an. Gleichzeitig schlug er als Mitglied der Demokratischen Partei eine politische Laufbahn ein. Zwischen 1842 und 1848 sowie zwischen 1850 und 1856 saß er im Senat von Illinois.
Davis wurde im Jahr 1844 bekannt, als er des Mordes an Joseph Smith, dem Gründer der Kirche Jesu Christi der Heiligen der Letzten Tage, und dessen Bruder Hyrum angeklagt wurde. Damals stürmte eine aufgebrachte Menge das Gefängnis, in dem die Smiths inhaftiert waren, und töteten die beiden. Davis wurde beschuldigt, als Kommandeur der vor Ort eingesetzten Miliz den Befehl zum Sturm des Gefängnisses gegeben zu haben. Bei der Verhandlung wurden sowohl er als auch seine vier Mitangeklagten freigesprochen.
Nach dem Rücktritt des Abgeordneten William Alexander Richardson wurde Davis bei der fälligen Nachwahl für den fünften Sitz von Illinois als dessen Nachfolger in das US-Repräsentantenhaus in Washington, D.C. gewählt, wo er am 4. November 1856 sein neues Mandat antrat. Da er bei den regulären Kongresswahlen des Jahres 1856 nicht mehr kandidierte, konnte er bis zum 3. März 1857 nur die laufende Legislaturperiode im Kongress beenden. Diese war von den Ereignissen im Vorfeld des Bürgerkrieges geprägt. Nach dem Ende seiner Zeit im US-Repräsentantenhaus praktizierte Davis wieder als Anwalt. Er starb am 25. Dezember 1883 in Alexandria.